# Lippramsdorf
Lippramsdorf (Nedersaksisch: Ranstrop) is een plaats in de Duitse gemeente Haltern am See, deelstaat Noordrijn-Westfalen, en telt 3751 inwoners (2006).